# Konrad Marner
Konrad Marner (Suàbia, segle xiii i assassinat durant l'interregne) fou un Minnesänger alemany.
Primer es dedicà a les cançons amoroses, i després a la poesia gnòmica més seriosa. També deixà poesies en llatí. La major part de les seves composicions es refereixen a afers del seu temps, i censura en algunes d'elles la tossuderia i energia dels papes i l'ambició dels electors eclesiàstics. Una de les seves poesies la dedicà a Conradí de Sicília.
Les seves obres es contenen en els Minnesinger de v. d. Hagen (vol. 2 i 3, Leipzig, 1838), i foren publicades a part per Strauch (Estrasburg, 1876).